# Salcedo (plaats)
Salcedo, officieel San Miguel, is een stad en een parochie (parroquia) in Ecuador in het kanton Salcedo en ligt ten zuiden van Latacunga.
De stad is bekend om de ambachtelijke ijsproductie. Alle straten zijn gevuld met ijswinkeltjes, die viersmaken- (vierkleuren)-ijsjes verkopen, of ijs met vruchtensmaken. De ingrediënten zijn eerst gekookt en vervolgens ingevroren.
Salcedo ligt op de route van bijvoorbeeld Latacunga/Quito naar Ambato, Riobambaen Baños.

|